# Laurits Follert
Laurits Follert (Duisburgo, 10 de abril de 1996) es un deportista alemán que compite en remo.
Participó en los Juegos Olímpicos de Tokio 2020, obteniendo una medalla de plata en la prueba de ocho con timonel.
Ganó una medalla de oro en el Campeonato Mundial de Remo de 2019 y tress medallas de oro en el Campeonato Europeo de Remo entre los años 2019 y 2024.

## Palmarés internacional
| Juegos Olímpicos   | Juegos Olímpicos     | Juegos Olímpicos | Juegos Olímpicos |
| Año                | Lugar                | Medalla          | Prueba           |
| ------------------ | -------------------- | ---------------- | ---------------- |
| 2020               | Tokio (Japón)        | Medalla de plata | Ocho con timonel |
| Campeonato Mundial |                      |                  |                  |
| Año                | Lugar                | Medalla          | Prueba           |
| 2019               | Ottensheim (Austria) | Medalla de oro   | Ocho con timonel |
| Campeonato Europeo |                      |                  |                  |
| Año                | Lugar                | Medalla          | Prueba           |
| 2019               | Lucerna (Suiza)      | Medalla de oro   | Ocho con timonel |
| 2020               | Poznań (Polonia)     | Medalla de oro   | Ocho con timonel |
| 2024               | Szeged (Hungría)     | Medalla de plata | Ocho con timonel |